# Магнитное поле планет
Наличие или отсутствие у космических тел магнитного поля связывают с их внутренним строением.
Постоянное магнитное поле невозможно, так как температура в ядрах планет Солнечной системы намного выше точки Кюри. Было предложено множество объяснений природы внутреннего магнетизма планет; такие как термоэлектрический эффект или магнитные монополи не имеют удовлетворительных физических оснований, либо дают поля, по величине гораздо меньшие наблюдаемых.
На настоящий момент общепринятой является теория магнитогидродинамического динамо: магнитное поле генерируется благодаря конвекционным потокам в жидком токопроводящем ядре. Она была предложена в 1919 году Дж. Лармором (на тот момент для объяснения магнетизма солнечных пятен), затем теоретические основы теории были разработаны У. Элсассером в 1939 году и Э. Белордом в 1949 году.
Таким образом, необходимым условием генерации магнитного поля является наличие жидкого ядра, проводящего ток, причём в нём должны иметь место потоки. Правда, касательно их происхождения нет столь существенной определённости, как по поводу теории магнитного динамо в целом; так, например, предлагались гипотезы о прецессии и приливных силах. Однако наиболее вероятной причиной таких потоков и, как следствие, источником энергии, компенсирующим потери на тепловое рассеяние, является термохимическая конвекция. Показано, что в её отсутствие магнитное поле Земли затухало бы в {\displaystyle e} раз за каждые 15000 лет, что ничтожно мало по сравнению с возрастом Земли — 4,5 млрд. лет. Кроме того, именно отсутствие конвективных потоков, судя по всему, ответственно за слабость магнитного поля Венеры.
Магнитное поле тел Солнечной системы изучается как экспериментально — путём космических исследований — так и теоретически — посредством моделирования. Последнее требует решения системы нелинейных уравнений в частных производных (уравнение Навье-Стокса, уравнение магнитной индукции и др.), включающих параметры, значения которых в условиях ядер планет исключительно малы. Так, число Экмана, выражающее отношение величин вязкости и силы Кориолиса, составляет порядка 10−15, а магнитное число Прандтля, отвечающее за отношение вязкости к силе Лоренца — 10−6. Эти значения пока недостижимы как в численном моделировании, так и в экспериментах по воссозданию магнитного динамо в лабораторных условиях. Последние тем не менее полезны в плане понимания механизма.

## Магнитное поле планет и спутников планет Солнечной системы
Планеты Солнечной системы делятся на 3 группы: земной группы, некоторые из которых имеют жидкое металлическое ядро; газовые гиганты Юпитер и Сатурн, преимущественно состоящие из водорода и гелия; и ледяные гиганты Уран и Нептун с толстой газовой атмосферой, но имеющие также в составе более тяжёлые элементы, чем Солнце. Больше всего данных о магнитном поле Земли, так как наблюдения более точны и имеют более давнюю историю; сейсмологические исследования позволяют получить информацию о внутреннем строении нашей планеты.

### Меркурий
Имея довольно большое жидкое ядро, Меркурий обладает магнитным полем, генерируемым по тому же механизму, что и в Земле, хотя и далеко не таким сильным. Сильный эксцентриситет орбиты и близость к Солнцу создают приливные эффекты и циркуляцию в крупном ядре планеты. Сказываться может и спин-орбитальный резонанс 3:2.

### Венера
У Венеры и Земли близки размеры, средняя плотность и даже внутреннее строение, тем не менее, Земля имеет достаточно сильное магнитное поле, а Венера — нет (магнитный момент Венеры не превышает 5—10 % магнитного поля Земли). По одной из современных теорий напряженность дипольного магнитного поля зависит от прецессии полярной оси и угловой скорости вращения. Именно эти параметры на Венере ничтожно малы, но измерения указывают на ещё более низкую напряжённость, чем предсказывает теория. Современные предположения по поводу слабого магнитного поля Венеры состоят в том, что в предположительно железном ядре Венеры отсутствуют конвективные потоки. Это, в свою очередь, может объясняться отсутствием тектоники плит, причина которого также пока не ясна. Возможно, это отсутствие воды, играющей в этом процессе роль своего рода смазывающего вещества. Или же, возможно, вследствие высокой температуры кора не затвердевает, и из-за этого либо не могут сформироваться плиты, подобные земным, либо становится более активным вулканизм, ввиду чего недостаточно энергии для конвективного движения потоков в ядре. С другой стороны, возможно, что, наоборот, воды на поверхности Венеры нет именно из-за отсутствия магнитного поля. У Венеры нет крупных спутников, способных вызвать приливные процессы в ядре и мантии (как на Земле), так же ее орбита наиболее близка к круговой.

### Марс
Сильный остаточный магнетизм Марса, открытый станцией Mars Global Surveyor, свидетельствует о динамо, происходившем ранее и угасшем примерно через 350 млн лет после формирования планеты, судя по всему, вследствие отвердевания ядра. По одной из гипотез, вокруг Марса обращался крупный астероид, вызывавший приливные эффекты, не дающие остыть ядру. Потом астероид снизился до предела Роша и разрушился. Как следствие - остывание ядра, распад магнитного поля и угасание геологических процессов. Имеющиеся спутники слишком малы, чтобы вызвать гравитационные возмущения в недрах планеты. Так же планета находится довольно далеко от Солнца, несмотря на сильно эллиптическую орбиту.

### Луна
Как и в случае Марса, ядро Луны полностью отвердело, но в её коре обнаружены следы остаточного магнетизма. Это может также говорить о ранее функционировавшем динамо, но также возможно, что это последствия метеоритных ударов.

### Ганимед
Доказано, что это единственный спутник, внутри которого происходит активное динамо, как в Земле и Меркурии, вследствие конвективных потоков в жидком проводящем ядре (вероятно, оно осталось таким благодаря приливному разогреву из-за орбитального резонанса и гравитации Юпитера). Ось его магнитного диполя направлена против магнитного момента Юпитера. Кроме того, Ганимед обладает и индуцированным полем, вызванным его движением в сильном магнитном поле Юпитера.

### Другие спутники планет-гигантов
Ни один из остальных крупных спутников Солнечной системы не имеет сильного генерируемого внутренними источниками магнитного поля. На внутренних спутниках Юпитера наблюдается только индуцированное поле.

### Юпитер и Сатурн
Планеты-гиганты не имеют ядер, состоящих преимущественно из железа, однако в ядрах Юпитера и Сатурна находится водород в жидкой металлической фазе. Быстрое вращение этих ядер приводит к запуску динамо, создающему сильное магнитное поле. Ось его диполя у Юпитера, как и у Земли, наклонена примерно на 10° относительно оси вращения, а у Сатурна практически совпадает с ней.

### Уран и Нептун
Магнитные поля Урана и Нептуна, в отличие от всех остальных планет Солнечной системы, являются не дипольными, а квадрупольными, то есть они имеют по 2 северных и 2 южных полюса. В их ядрах проводниками тока являются ионы; в целом природа их полей до конца не ясна. Возможно, они формируются на относительно малых глубинах, например, в океане жидкого аммиака, в тонкой конвективной оболочке, окружающей жидкую внутреннюю часть, имеющую стабильную слоистую структуру.